# Андрија Калуђеровић
Андрија Калуђеровић (Бачка Топола, 5. јул 1987) бивши је српски фудбалер. Играо је на позицији нападача.

## Клупска каријера
Фудбал је почео да тренира у АИК-у из Бачке Тополе, да би са 14 година прешао у млађе категорије ОФК Београда. За први тим ОФК Београда дебитовао је у сезони 2003/04, али је након тога ишао на позајмице у Његош из Ловћенца, Мачву из Шапца, Хајдук са Лиона, Спартак из Суботице и Раднички из Пирота. Већу минутажу у ОФК Београду добио је од сезоне 2006/07. У јануару 2009. године потписао је за Рад. За сезону и по, колико је провео у екипи Рада, Калуђеровић је на 45 првенствених утакмица постигао 21 гол.
У августу 2010. потписао је трогодишњи уговор са Црвеном звездом. Са 13 постигнутих голова поделио је прво место са Ивицом Илијевим на листи стрелаца Суперлиге Србије у сезони 2010/11. Калуђеровић је годину и по дана био играч Црвене звезде и у том периоду је наступио на 55 такмичарских утакмица на којима је постигао 30 голова.
У фебруару 2012. потписао је за кинеског прволигаша Пекинг Гуан. Није се дуго задржао у Пекингу јер је већ у лето исте године прослеђен на позајмицу у шпански Расинг Сантандер. Током такмичарске 2012/13. у шпанској Сегунди наступио је на 18 утакмица за Расинг и постигао три гола. У јулу 2013. прослеђен је на једногодишњу позајмицу у новосадску Војводину, али је напустио клуб након једне полусезоне.
Након епизоде у Новом Саду, наступао је за кипарски АЕЛ из Лимасола, швајцарски Тун, аустралијски Бризбејн Роар, катарског друголигаша Ал Шаханију. У јануару 2016. по други пут у каријери облачи дрес екипе Рада, клуба у коме је стекао пуну афирмацију. Током 2016. је успешно наступао за литвански Жалгирис са којим је освојио дуплу круну, уз 20 голова на 19 сусрета. Једно време је играо и на Тајланду за екипу Порт, а затим је обукао дрес новозеландског Велингтон Финикса у којем је одиграо 23 утакмице и са девет постигнутих голова је био најбољи клупски стрелац.
У јуну 2018. потписао је двогодишњи уговор са тадашњим словеначким шампионом, Олимпијом из Љубљане.   Олимпију је напустио након два месеца а да није стигао да дебитује. Каријеру је затим наставио у Индији где је наступао за Делхи Динамо. У јануару 2019. потписао je уговор са хрватским прволигашем Интером из Запрешића, али је после само пет месеци дошло до раскида уговора. У јуну 2019. потписао је уговор са летонским клубом РФС из Риге.
У фебруару 2020. се вратио у Рад. На другој утакмици пролећног дела такмичарске 2019/20, постигао је оба гола за Рад у победи 2:0 над Напретком. Он се тако са 65 постигнутих голова изједначио са Огњеном Мудринским на листи најбољих стрелаца у историји Суперлиге Србије. Четири дана касније је постигао гол са пенала у ремију 1:1 са Јавором, па је тако са 66 постигнутих голова поново постао најбољи стрелац у историји Суперлиге Србије. До краја сезоне је увећао свој рекорд. Постигао је још по два гола на утакмицама са ТСЦ-ом и нишким Радничким.
Током лета 2020. године по други пут у каријери је потписао за Жалгирис. Као и током претходног боравка у клубу, поново је освојио титулу првака Литваније. У фебруару 2021. се вратио у Рад. Постигао је девет првенствених голова током пролећног дела такмичарске 2020/21, али је Рад испао из Суперлиге Србије. У јуну 2021. потписао је уговор са новосадским Пролетером. Наступио је за Пролетер у уводна два кола такмичарске 2021/22, након чега је напустио клуб и потписао за узбекистански Насаф. У Пролетер се потом вратио почетком 2022. Са Пролетером је испао из Суперлиге Србије након чега је у јуну 2022. прешао у прволигаша Графичар. Последњег дана јануара 2023. вратио се у ОФК Београд. Са 10 постигнутих голова помогао је свом клубу да освоји прво место у Српској лиги Београд и тако избори повратак Прву лигу Србије. Провео је и први део такмичарске 2023/24. у ОФК Београду, да би у јануару 2024. окончао играчку каријеру. Каријеру је завршио као трећи најбољи стрелац у историји Суперлиге Србије са 80 постигнутих голова (испред њега су Милан Бојовић и Александар Катаи).

## Репрезентација
У августу 2008. године, селектор олимпијске репрезентације Србије Мирослав Ђукић је уврстио Калуђеровића на коначан списак играча за Олимпијске игре 2008. у Пекингу. Србија је такмичење на олимпијском турниру завршила у групној фази након што је из три меча имала два пораза и један нерешен резултат, а Калуђеровић није улазио у игру ни на једној од три утакмице.
За сениорску репрезентацију Србије наступио на три сусрета. Дебитовао у пријатељском сусрету са Јапаном (3:0) у априлу 2010. године, а за „орлове“ наступао и против Мексика (0:2) и Хондураса (0:2) у новембру 2011.

## Приватно
Ожењен је водитељком Милицом Станишић, са којом има три сина, Луку, Лазара и Стефана.